# Грюмьо, Артюр
Артю́р Грюмьо́ (фр. Arthur Grumiaux, 1921—1986) — бельгийский скрипач и музыкальный педагог.

## Биография и творчество
Артур Грюмьо был одним из последних значительных представителей франко-бельгийской школы скрипки. Выходец из рабочей семьи, он получил свои первые уроки игры на фортепиано и скрипке от своего дедушки в возрасте четырёх лет. В шесть лет он поступил в консерваторию Шарлеруа и выиграл первые призы для скрипки и фортепиано в возрасте одиннадцати лет. Затем он учился в Брюссельской консерватории в классе ученика Эжена Изаи Альфреда Дюбуа. С 1936 года он завершил учёбу у Джордже Энеску в Париже.
Первый концерт дал в Брюссельском Дворце искусств с оркестром под управлением Шарля Мюнша (1939). В 1939 году получил премии имени Вьётана и Прюме. Во время Второй мировой войны прервал свою сольную карьеру и посвятил себя главным образом камерной музыке. После окончания войны началось его восхождение в Западной Европе, в 1951 году он путешествовал по США. В 1949 году сменил своего учителя Дюбуа в Брюссельской консерватории. Будучи учителем игры на скрипке, он уделял особое внимание формулировке и качеству звука в игре своих учеников. Он ожидал от своих учеников высочайшего уровня техники и работал с ними, чтобы найти наилучшее возможное решение для индивидуального стиля каждого.
В репертуаре Грюмьо были произведения Генделя, И. С. Баха, Й.Гайдна, Моцарта, Бетховена, Мендельсона, Шумана, Шуберта, Мусоргского, Чайковского, Брамса, А.Берга, Бартока, Стравинского. Его репертуар включал в себя все основные концерты классической скрипичной музыки, а также концерты классического модернизма. 
Выступал и записывал диски с пианистами Кларой Хаскил, Клаудио Аррау, Джералдом Муром, клавесинисткой Кристианой Жакоте, дирижёрами Колином Дэвисом, Бернардом Хайтинком, Рэймондом Леппардом и др. Музыкальное партнёрство Грюмьо с румынской пианисткой Кларой Хаскил было для него одной из самых больших удач в жизни; дальнейшие эталонные записи камерных музыкальных произведений были сделаны в сотрудничестве с пианисткой Динорой Варси и пианистами Полом Кроссли и Дьёрдем Шебёком.
Сделал множество записей под лейблом Philips. Полные сонаты Бетховена и Моцарта с Кларой Хаскил являются легендарными, так же как сонаты и партиты для скрипки соло Баха и записи концерта Бетховена с различными оркестрами, концертов Моцарта и скрипичного концерта Берга. В составе трио Грюмьо (Артур Грюмьо, Жорж Янзер, Ева Чако) сыграл все трио Бетховена и Моцарта.
Техническим уникумом является запись сонаты для скрипки и фортепиано Моцарта, в 1959 году он играл на обоих инструментах в процессе воспроизведения.
Грюмьо владел «Тицианом» Антонио Страдивари, но в основном выступал на своей Гварнери.
Был музыкальным педагогом великого скрипача Иегуди Менухина.
В 1972 году получил титул барона.